# Mahmoud Saber
Mahmoud Saber Abdelmohsen Hassan (in arabo محمود صابر عبدالمحسن‎?; 30 luglio 2001) è un calciatore egiziano, centrocampista del Pyramids.

## Carriera

### Club
Saber ha iniziato a giocare a calcio nel Nogoom, con cui ha debuttato in Prima Lega il 22 maggio 2019 nell'incontro perso 2-0 contro il Pyramids. Nel novembre del 2020 è passato in prestito al Pyramids, ed al termine della stagione è stato acquistato a titolo definitivo. Ha segnato il suo primo gol il 25 agosto 2023 contro il Misr Lel Makasa.
Nel 2023 è stato ceduto in prestito allo ZED, ma dopo soli sei mesi ha fatto ritorno al Pyramids.

### Nazionale
Ha giocato nella nazionale egiziana Under-23.
Nel 2024 ha partecipato ai Giochi Olimpici.

## Statistiche

### Presenze e reti nei club
Statistiche aggiornate al 21 luglio 2024.
| Stagione        | Squadra         | Campionato      | Campionato | Campionato | Coppe nazionali | Coppe nazionali | Coppe nazionali | Coppe continentali | Coppe continentali | Coppe continentali | Altre coppe | Altre coppe | Altre coppe | Totale | Totale | Totale |
| Stagione        | Squadra         | Comp            | Pres       | Reti       | Comp            | Pres            | Reti            | Comp               | Pres               | Reti               | Comp        | Pres        | Reti        | Pres   | Reti   |        |
| --------------- | --------------- | --------------- | ---------- | ---------- | --------------- | --------------- | --------------- | ------------------ | ------------------ | ------------------ | ----------- | ----------- | ----------- | ------ | ------ | ------ |
| 2018-2019       | Nogoom          | 1L              | 2          | 0          | CE              | 0               | 0               |                    | -                  | -                  |             | -           | -           | 2      | 0      |        |
| 2020-2021       | Pyramids        | 1L              | 6          | 2          | CE              | 1               | 0               | CCC                | 1                  | 0                  |             | -           | -           | 8      | 2      |        |
| 2021-2022       | Pyramids        | 1L              | 20         | 2          | CE              | 0               | 0               | CCC                | 0                  | 0                  |             | -           | -           | 20     | 2      |        |
| 2022-2023       | Pyramids        | 1L              | 15         | 2          | CE              | 0               | 0               | CCC                | 7                  | 0                  | SE          | 1           | 0           | 23     | 2      |        |
| 2023-gen. 2024  | ZED             | 1L              | 8          | 1          | CE              | 0               | 0               |                    | -                  | -                  |             | -           | -           | 8      | 1      |        |
| gen.-giu. 2024  | Pyramids        | 1L              | 2          | 0          | CE              | 0               | 0               | CCL                | 0                  | 0                  |             | -           | -           | 2      | 0      |        |
| Totale carriera | Totale carriera | Totale carriera | 53         | 7          |                 | 1               | 0               |                    | 8                  | 0                  |             | 1           | 0           | 63     | 7      |        |

## Palmarès

### Club

#### Competizioni nazionali
- Coppa d'Egitto: 1

Pyramids: 2023-2024